# John Wahren
John Wahren, född 28 april 1937 i Uppsala, är en svensk läkare och professor i klinisk fysiologi vid Karolinska Institutet.
Wahrens vetenskapliga inriktning har varit mot ämnesomsättningsfrågor hos friska individer och vid sjukdom, särskilt diabetes, övervikt och leversjukdomar. Under senare år har fokus inriktats på förståelse och behandling av de långtidskomplikationer vid diabetes, som påverkar nervernas, njurarnas och ögonens funktion. Sammantaget har han publicerat cirka 400 vetenskapliga originalarbeten, recensioner och bokkapitel.
Sedan 2002 är han professor emeritus vid Karolinska Institutet och arbetar som vetenskaplig chef vid Cebix AB, ett biotechbolag, som utvecklar läkemedel för behandling av långtidskomplikationer vid diabetes. Bolaget bedriver idag verksamhet vid Karolinska Institutet Science Park, Stockholm och i La Jolla, Kalifornien, USA.
John Wahren har under närmare 30 år varit medlem och under en period ordförande för Nobelförsamlingen vid Karolinska Institutet, som fördelar nobelpriset i medicin eller fysiologi.